# Détecteur de victimes d'avalanches
« ARVA » redirige ici.  Pour les autres significations, voir Arva.
Pour les articles homonymes, voir DVA et Détecteur.

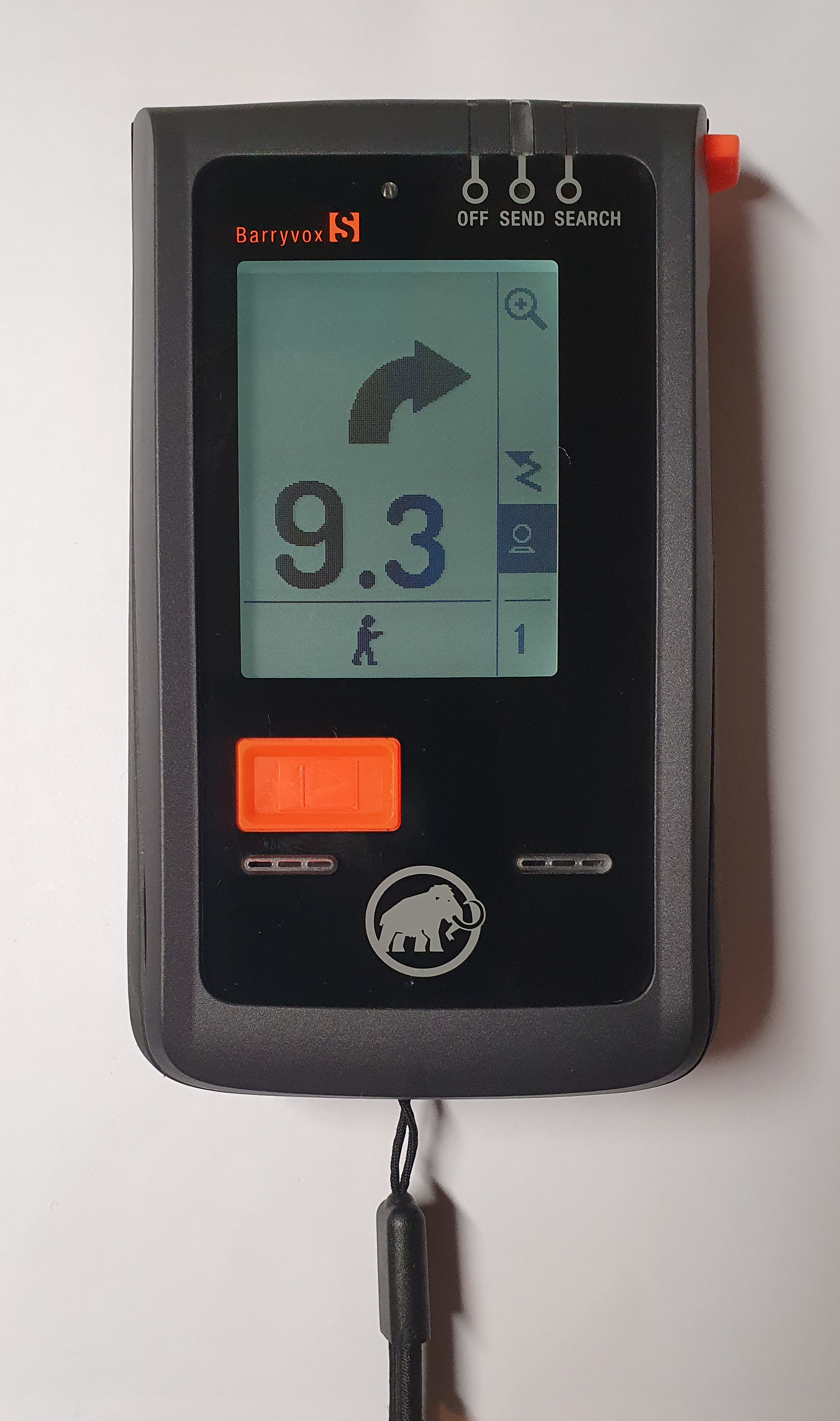
DVA numérique en mode recherche

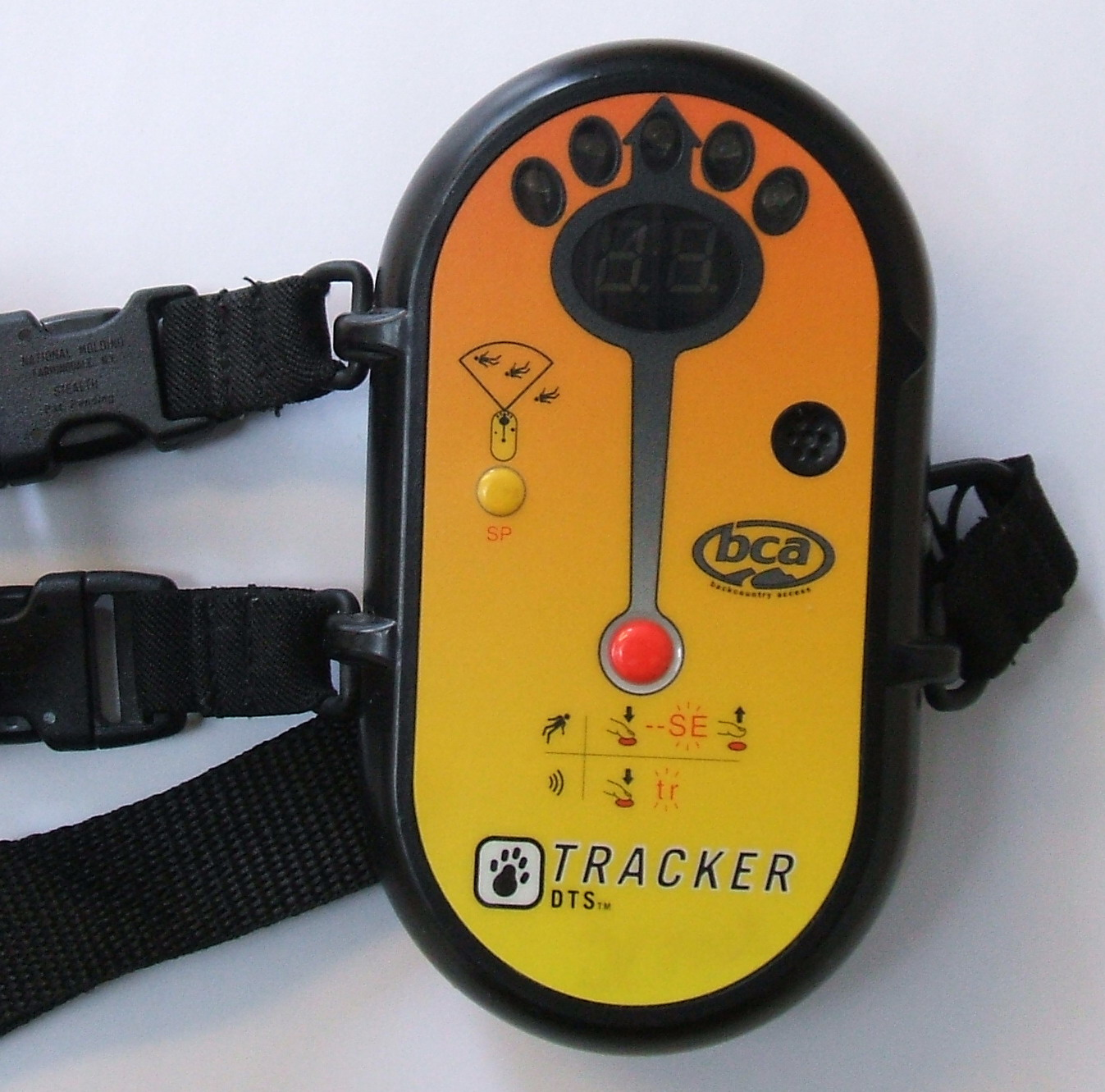
DVA numérique avec afficheur LED

Un détecteur de victimes d'avalanches (DVA), ou appareil de recherche de victimes d'avalanche (ARVA, marque déposée), est un appareil électronique émetteur-récepteur d'un signal radio particulier, destiné à localiser rapidement son porteur si celui-ci est enfoui sous une avalanche de neige, par un autre DVA manipulé à proximité par une personne portant secours.

## Histoire
En 1940, l’ingénieur suisse F. Bächler a l’idée d’équiper d’émetteurs électromécaniques les troupes militaires exposées aux dangers d'avalanche. Il faut attendre 1960 pour que des travaux concrets basés sur l’idée de F. Bächler soient réalisés. En 1968, J. Lawton développe aux États-Unis le premier système d’émetteur-récepteur sur la fréquence de 2 275 kHz (système Skadi), utilisé dès l’hiver 1970 par des patrouilleurs de la station de ski d’Aspen. Toujours en 1968, et sur mandat de l’armée suisse, la société suisse Autophon AG développe son premier DVA. Les essais sur le terrain sont répartis sur deux ans, pour aboutir au VS68 jaune, émettant sur 457 kHz et bien connu des soldats de montagne. La deuxième version, rouge, le DVA75, est suivie en 1988 par le « Barryvox VS68-2 », dans une version remaniée du premier VS68, de couleur orange et reste commercialisée jusqu’en 1994. Au total plus de 100 000 appareils ont été vendus. À la même époque, le « Pieps 1 », opérant sur 2 275 kHz, voit le jour en Autriche. Les deux appareils étant incompatibles, des fabricants construisent des appareils opérant sur les deux fréquences. En 1985, la marque ARVA commercialise l'ARVA 4000.
En 1984, grâce aux efforts de la CISA (Commission internationale du secours alpin) et de la DIN (Deutsches Institut für Normung), une fréquence unique est normalisée à 457 kHz ; cette norme européenne est finalement devenue mondiale. Jusqu’en 1998, la technologie est analogique, la recherche est basée sur l’intensité sonore du signal. Puis, dès 1998, la technologie numérique permet le traitement de l’information, avec indication de la distance et la direction. En 2003 apparaît le premier appareil à trois antennes (une antenne en émission et trois antennes en réception).
D'autres méthodes plus récentes utilisent des radars qui détectent par exemple les téléphones portables.

## Principe
L'appareil fonctionne sur piles et dispose de deux modes exclusifs : émission et réception. Il émet ou détecte selon une fréquence de l'ordre de la seconde un signal radio à 457 kHz (norme européenne de 1984), spécifique et unique mondial depuis 1992, traversant assez bien un milieu aqueux tel que l'avalanche, d'assez faible portée (environ 80 mètres). Les balises d'avalanches sont régies notamment par la norme européenne NF EN 300718-3 publiée en mai 2004, dont la première version datant de mars 1997 a été adoptée en mars 2000 par l'AFNOR. Pour pouvoir retrouver à l'aide d'un DVA une victime sous une avalanche, il faut donc d'une part que la victime en soit elle-même équipée, en position d'émission et d'autre part que le secouriste en soit lui aussi équipé, en position de réception. La protection d'un groupe n'est donc effective que lorsque chaque membre est muni d'un DVA dont le bon fonctionnement aura été vérifié, en émission comme en réception, au début de la sortie, puis placé en mode émission dès le départ.
En situation préventive normale, le DVA se place en mode émission sur le buste de son utilisateur. Un témoin lumineux ou sonore lui signale la validité de cette position de fonctionnement.
Le mode réception du DVA permet de localiser un appareil similaire émetteur voisin. Ce mode ne peut pas être activé d'une manière involontaire. Les indications de réception sont sonores et visuelles. Elles dépendent principalement de la distance à l'émetteur détecté. À la suite d'un accident d'avalanche, tous les autres membres passent leur DVA en mode « réception », pour s'assurer qu'ils ne soient pas confondu avec les personnes ensevelies. Après recherche, il faudra rebasculer tous ces DVA en mode « émission ».

### Les différents types de DVA
Les DVA se distinguent essentiellement par leur mode recherche et les fonctions associées : les plus basiques émettent un signal sonore dont l'intensité évolue en rapport avec la puissance du signal reçu, qui dépend de la proximité avec l'appareil émetteur et de l'orientation de l'appareil récepteur. D'autres modèles ajoutent au son un affichage par plusieurs DEL qui traduit également l'intensité du signal reçu. Les plus performants, enfin, contiennent jusqu’à trois antennes et d'un microprocesseur qui permet de calculer la direction et l'éloignement de l'émetteur. L'affichage de ces données à l'écran de l'appareil permet d'accélérer la recherche des victimes et donc leur dégagement. L'antenne principale est toujours parallèle au plus grand côté de l'appareil, c'est un point important lors de la recherche dite directionnelle.

## Recherche d'une victime

### Besoin de formation
La recherche de victimes d'avalanche à l'aide d'un DVA demande un entraînement approprié, et nécessite une pratique régulière. Les conditions de stress liées à la recherche de compagnons ensevelis, la difficulté du déplacement dans la pente et dans la neige, ainsi que les risques potentiels de sur-avalanche sont autant de facteurs qui rendent cette recherche difficile, voire impossible à toute personne non entraînée. Au-delà d'un quart d'heure passé sous la neige (90 % de chances de survie), les chances de retrouver des survivants diminuent très rapidement.
Il est donc important d’insister sur la formation et la pratique régulière d'exercices de recherche avec DVA pour toute personne désireuse de pratiquer des sports de neige en montagne, tels que le ski de randonnée ou le ski hors piste ou la raquette à neige.

### Méthodes de recherche
Lorsque l'avalanche s'écoule, les personnes abritées doivent amasser un maximum d'informations sur les personnes ensevelies :
- nombre de victimes ;
- dernier point où les victimes ont été aperçues avant de disparaître ;
- trajectoire avant l'ensevelissement…

Une fois l'avalanche stabilisée, toutes les personnes disponibles doivent passer leur DVA en mode « recherche » pour ne pas troubler le signal émis par les victimes, mais il ne faut pas éteindre les appareils, pour ne pas s'exposer en cas de nouvelle coulée. Certains appareils ont un mode « émission sauvetage » qui permet de basculer de nouveau en mode émission lorsqu'aucun mouvement du sauveteur n'est détecté en cas de nouvelle avalanche.

#### Phases de recherche
La recherche se découpe alors en plusieurs phases distinctes.

##### Approche préliminaire
Il s'agit de parcourir la zone de dépôt de l'avalanche à partir du dernier endroit où les victimes ont été vues par bandes successives sur toute sa largeur pour capter un premier signal d'émission. Chaque DVA a une portée maximale (20 à 70m selon les appareils), qui doit servir de référence pour déterminer la « profondeur » des bandes. En pratique, une traversée tous les 20m environ permet d'être sûr de balayer toute la zone, surtout si on ne sait pas quel type d'appareil possède la victime.

##### Recherche
À partir du moment où un premier signal est détecté, signalant la présence d'une victime à quelques dizaines de mètres, la méthode privilégiée de nos jours est de suivre rapidement la direction indiqué par l'appareil pour se rapprocher de la victime. Pour les anciens appareils possédant une seule antenne il fallait utiliser les méthodes de recherche en croix ou la recherche directionnelle plus fastidieuses.

##### Recherche finale
Lorsque le signal d'émission est proche du maximum, la recherche finale permet de localiser précisément l'endroit où planter la sonde pour un premier contact avec la victime. Avec la plupart des appareils, cette recherche doit être effectuée « en croix », appareil à la verticale, au niveau des genoux.
Là où le signal est le plus fort, planter un point de repère (bâton ou autre), perpendiculairement au manteau neigeux, et recommencer avec la sonde en déplaçant de quelques dizaines de centimètres en spirale jusqu'à « trouver » un contact. Si la victime est profondément ensevelie, la zone de sondage sera plus large puisque la recherche finale sera moins précise. La profondeur d'ensevelissement est donnée par la sonde. Il convient de la reporter à l'aval pour commencer de creuser « à plat » en direction de la victime, surtout si celle-ci est couverte de beaucoup de neige qu'il faudra déblayer, chose impossible dans un trou en puits.
Pour une situation plus compliquée d'ensevelissement de plusieurs victimes rapprochées, des méthodes des microbandes de recherche ou de micro-box peuvent être utilisés par des personnes expérimentées.
Dans un contexte où chaque seconde peut être vitale, la sonde à neige et la pelle à neige sont des compléments indispensables du DVA, d'une part pour localiser précisément un corps enseveli, et d'autre part le dégager rapidement. Le dégagement de la neige par d'autres moyens, tels les mains, les spatules de ski ou les raquettes, est particulièrement inefficace. Il faut compter environ 40 minutes pour dégager une personne sous 1,5 mètre de neige. À cela, il convient d'ajouter la maîtrise des gestes de premiers secours en raison des conséquences les plus courantes des avalanches comme les polytraumatismes, hypothermies et détresse cardiorespiratoire.